# قرار مجلس الأمن التابع للأمم المتحدة رقم 2720

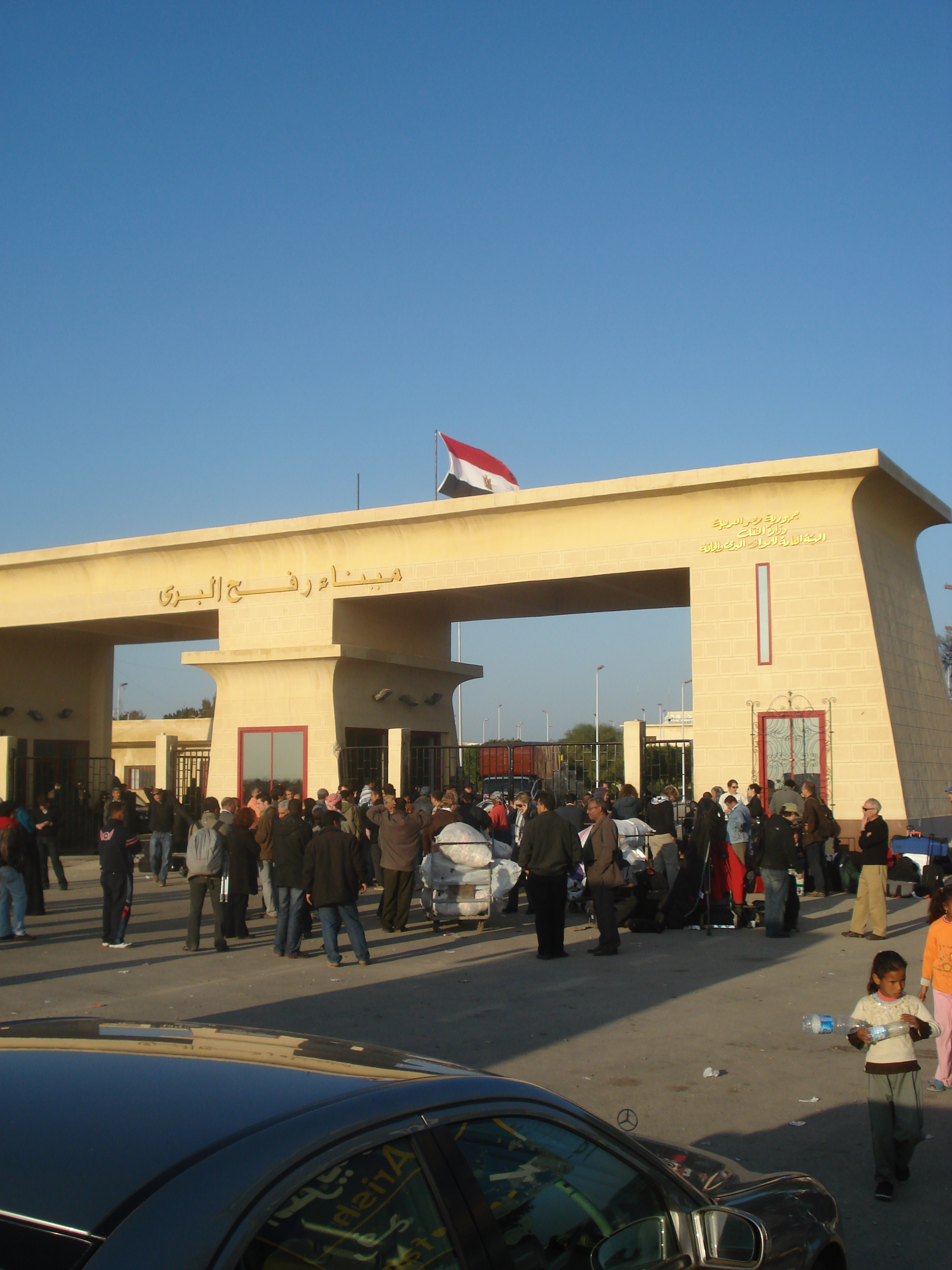
معبر رفح الحدودي

دعا قرار مجلس الأمن الأمم المتحدة رقم 2720 المعتمد في 22 ديسمبر 2023، إلى زيادة المساعدات للأزمة الإنسانية في غزة عام 2023، وتوفير الوقود والغذاء والإمدادات الطبية. كما طالب صراحةً بفتح جميع معابر غزة الحدودية أمام المساعدات الإنسانية، بما في ذلك معبر كرم أبو سالم الحدودي،  واقترح التعيين الفوري لمنسق كبير للشؤون الإنسانية وإعادة الإعمار في غزة. وحصل القرار على موافقة 13 عضوًا، بينما امتنعت روسيا والولايات المتحدة عن التصويت.

## خلفية
يعاني قطاع غزة منذ بدء الحصار الكامل المفروض عليه من قبل إسرائيل في عام 2005 من أزمة إنسانية خانقة، ازدادت حدةً بسبب الحرب الأخيرة بين إسرائيل وحركة المقاومة الإسلامية (حماس). وبدأت الحرب بفرض إسرائيل حصارًا تامًا على القطاع، مما تسبب بانتشار النقص الحاد في المواد الأساسية كالوقود والغذاء والدواء والمياه والإمدادات الطبية. وأثر هذا الحصار سلبًا على القطاعات الحيوية كالكهرباء، حيث انخفض توفرها بنسبة تصل إلى 90%، مما عطل عمل المستشفيات ومحطات الصرف الصحي وأغلق محطات تحلية المياه التي تمد السكان بماء الشرب. وانتشرت حالات تفشي الأمراض على نطاق واسع في جميع أنحاء قطاع غزة.
استمرت الأوضاع بالتدهور مع استمرار القصف العنيف الذي نفذته الطائرات الحربية الإسرائيلية، مما ألحق أضرارًا بالغة بالبنى التحتية والمنشآت العامة والخاصة في قطاع غزة. وأفادت تقارير وزارة الصحة في غزة بمقتل أكثر من 4,000 طفل خلال الشهر الأول من عمر الحرب فقط،  وهو ما يعد كارثة حقيقية تعكس حجم المعاناة الإنسانية التي شهدها القطاع أثناء تلك الفترة. وأعرب الأمين العام للأمم المتحدة أنطونيو غوتيريش عن استيائه الشديد إزاء الوضع الكارثي في غزة، ووصفه بأنه تحول إلى "مقبرة للأطفال".

## إجراءات
تم اعتماد قرار مجلس الأمن رقم 2712 في الخامس عشر من نوفمبر 2023، الذي دعا إلى وقف فوري للقتال لأسباب إنسانية. وبدأ سريان الهدنة ووقف إطلاق النار اعتبارًا من الرابع والعشرين من نوفمبر وحتى الثلاثين منه. وأصدرت الجمعية العامة للأمم المتحدة في 12 ديسمبر قرارًا غير ملزم تضمن الدعوة المتكررة إلى "وقف فوري لإطلاق النار"، وحظي القرار بموافقة 153 بلدًا، مع امتناع 23 بلدًا عن التصويت، وعارضته 10 بلدان.
كان من المقرر أن يجري التصويت على القرار 2720 الذي تقدمت به دولة الإمارات العربية المتحدة في 18 ديسمبر، ولكن تم تأجيله عدة مرات للسماح بإجراء المفاوضات بين الدول المعنية، وتحديدًا بين وزارة الخارجية الأمريكية والبيت الأبيض. وجاء سبب التأجيل حدوث خلافات بين الجانبين حول بعض بنود القرار. وأبدت الولايات المتحدة تحفظها على مقترح إنشاء آلية مراقبة أممية لضمان إيصال المساعدات،  في حين أعلنت المملكة المتحدة تأييدها للقرار بوضوح. وتقدمت روسيا بتعديل على القرار يهدف لإعادة المقترح السابق الذي يدعو إلى "الوقف العاجل للأعمال العدائية"، وحصل التعديل على دعم 10 دول، مع امتناع 4 دول عن التصويت، إلا أن الولايات المتحدة عارضت التعديل.

## سجل التصويت
- الأعضاء الدائمون في مجلس الأمن بالخط العريض.

| مع (13) | امتنع (2)                  | ضد (0) |
| --- | -------------------------- | ------ |
| - ألبانيا - البرازيل - الصين - الإكوادور - فرنسا - الغابون - غانا - اليابان - مالطا - موزمبيق - سويسرا - الإمارات العربية المتحدة - المملكة المتحدة | - روسيا - الولايات المتحدة |        |

## ردود الفعل

### الممثلين الوطنيين
- الصين: رحب السفير الصيني لدى الأمم المتحدة "داي بينغ" بتبني القرار لكنه انتقد أوجه القصور فيه ودعا إلى "الاستخدام الكامل لمعبر كرم أبو سالم وفتح معابر أخرى".[20]
- مصر: رحب السفير المصري لدى الأمم المتحدة "أسامة عبد الخالق محمود عبد الحميد" بالقرار باعتباره خطوة في الاتجاه الصحيح.[20]
- إسرائيل: شكرت حكومة إسرائيل الحكومة الأمريكية لدعمها قبل تصويت الأمم المتحدة، وقال وزير الخارجية الإسرائيلية إيلي كوهين إن "إسرائيل ستواصل تفتيش جميع المساعدات الإنسانية الموجهة إلى غزة لأسباب أمنية".[21] انتقدت سفارة إسرائيل لدى الأمم المتحدة القرار ووصفته بأنه "منقطع الصلة بالواقع"، [22] وأعربت عن مخاوف بشأن عدم إصدار الأمم المتحدة أي بيان يدين حركة حماس وانتهاكاتهم.[20]
- فلسطين: أعلن المراقب الفلسطيني الدائم لدى الأمم المتحدة رياض منصور أن القرار خطوة في الاتجاه الصحيح وأنه يجب تنفيذه ويجب أن يكون مصحوبًا بضغوط مكثفة لوقف فوري لإطلاق النار.[20]
- روسيا: انتقد السفير الروسي لدى الأمم المتحدة فاسيلي نيبينزيا القرار قائلًا إن الولايات المتحدة لجأت إلى "الابتزاز" وجعل القرار "بلا أسنان". كما ذكر أنه بمثابة "رخصة للقتل" وأن الذين صوتوا لصالحها سيكونون متواطئين في الوضع، وذكر أن روسيا كانت ستستخدم حق النقض ضد القرار لولا دعم الدول العربية له.[20][23]
- الولايات المتحدة: قالت السفيرة الأمريكية لدى الأمم المتحدة ليندا توماس-غرينفيلد أن القرار شكل "بارقة أمل" وكان "قرارًا قويًا للغاية"، وفي الوقت نفسه أعربت عن "اشمئزازها" لعدم وجود إدانة لحركة حماس.[20][24]

### ردود فعل أخرى
وجهت العديد من المنظمات انتقادات لاذعة لقرار مجلس الأمن الدولي بسبب افتقاره للدعوة إلى إيقاف فوري لإطلاق النار في غزة وإسرائيل. ومن بين هذه المنظمات لجنة الإنقاذ الدولية ومنظمة أطباء بلا حدود. وأعرب أفريل بينوا، المدير التنفيذي لمنظمة أطباء بلا حدود، عن استيائه من تخفيف صياغة القرار لدرجة أنه أصبح يشكل خطرًا أكبر على حياة المدنيين في غزة، مؤكدًا أن القرار لن يكون ذا تأثير يذكر على حياتهم.
ومن جانبها، وصفت جنوب أفريقيا القرار بأنه "غير فعال" و"فشل" في معالجة الوضع الميداني بشكل ملائم في غزة. وأحالت جنوب أفريقيا إسرائيل إلى محكمة العدل الدولية اتهامًا بارتكاب جرائم إبادة جماعيّة وانتهاك اتفاقية حظر جريمة الإبادة الجماعيّة، مؤكدة رفضها للممارسات الإسرائيلية بحق الشعب الفلسطيني.

## تأثير
في مارس 2024، صرحت وزارة الخارجية الفلسطينية أن "فشل مجلس الأمن في تنفيذ القرار 2720 وعدم قدرته على ضمان دخول المساعدات الإنسانية والطبية بشكل دائم للمدنيين في قطاع غزة ليس له أي مبرر".
من جهة أخرى، أصدرت وزارة الخارجية الفلسطينية بيانًا في مارس 2024، أكدت خلاله على خيبة أملها الشديدة حيال فشل مجلس الأمن الدولي في تطبيق القرار 2720، وعجزه عن تأمين تدفق مستمر للمساعدات الإنسانية والطبية اللازمة لحياة المدنيين في قطاع غزة. وعبر البيان عن انعدام المبررات المقنعة لفشل المجلس في القيام بمسؤولياته وضمان حماية المدنيين الأبرياء وتوفير احتياجاتهم المعيشية والطبية.

## أنظر أيضًا
- قائمة قرارات مجلس الأمن التابع للأمم المتحدة رقم 2701 إلى 2800 (2023 إلى الوقت الحاضر)
- قائمة قرارات الأمم المتحدة المتعلقة بفلسطين
- قائمة قرارات الأمم المتحدة المتعلقة بإسرائيل
- قرار مجلس الأمن التابع للأمم المتحدة رقم 2712
- قرار مجلس الأمن التابع للأمم المتحدة رقم 1701

## روابط خارجية
- الأمم المتحدة، الوصول إلى النص الكامل للقرار